# 東宮山
東宮山（とうぐうさん）は、徳島県名西郡神山町と美馬市の境界に位置する剣山系の山である。標高1,090.5m。四国百名山の一つ。

## 地理・概要
名西郡神山町と旧・美馬郡木屋平村の境界に位置する山。山内には東宮御所神社が建ち、その奥の院が神山町側と木屋平村側にひとつずつ建てられている。

## 伝承
1185年の壇ノ浦の戦いに敗れた平氏は幼少の安徳天皇と共に阿波国に落ち延び、東宮山に御在所を置いたといわれている。

## ギャラリー

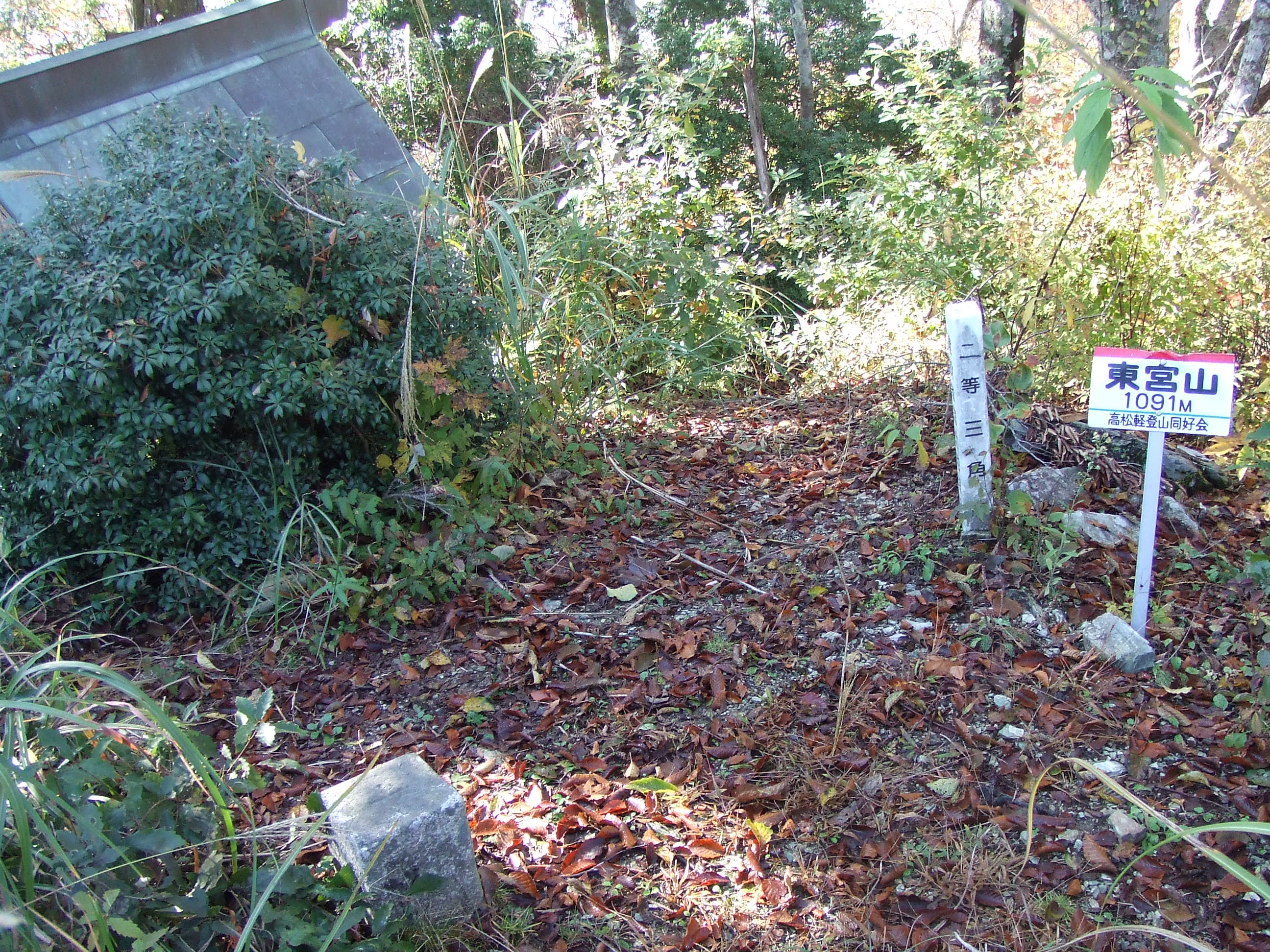
頂上
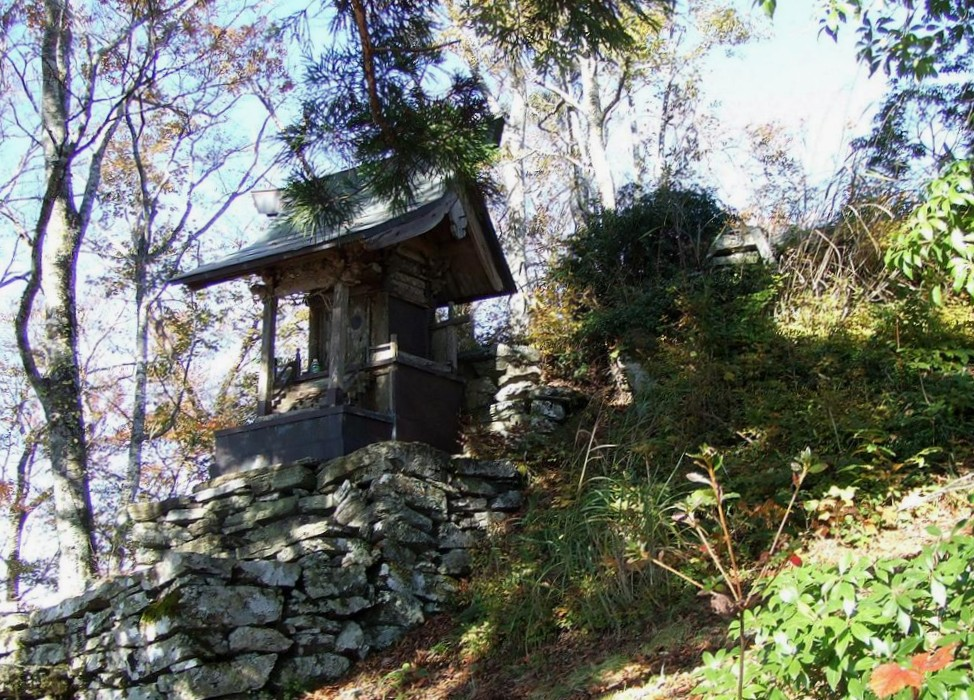
山頂の小山の両脇には
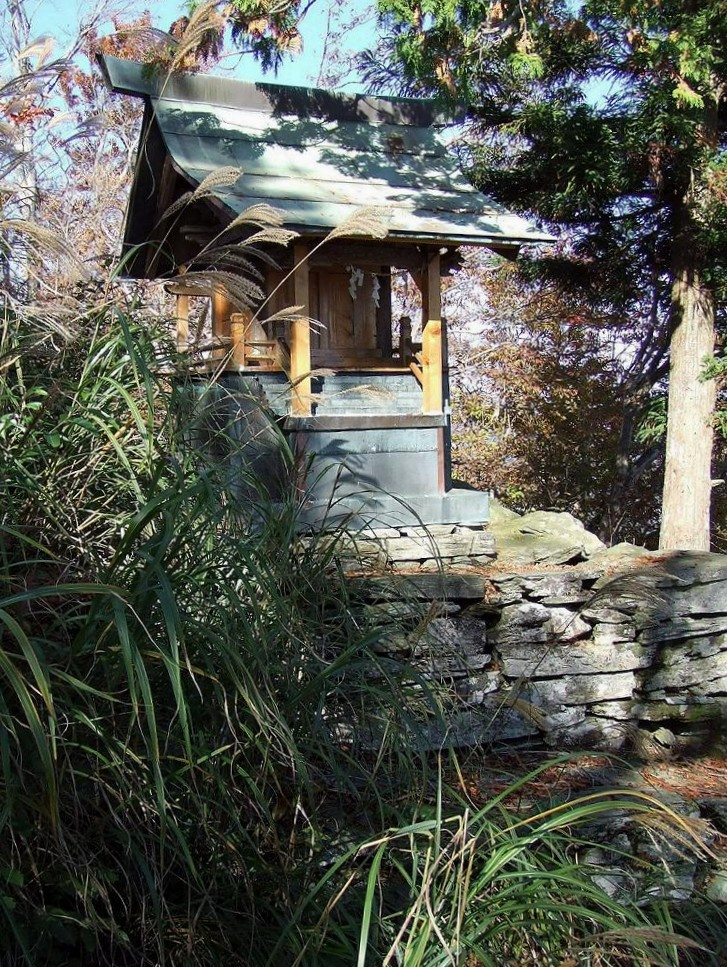
それぞれの集落の祠が